# 1020 هـ
1020 هـ هي سنة في التقويم الهجري إمتدت مقابلةً في التقويم الميلادي بين سنتي 1611 و1612.

## مواليد
- أوليا جلبي
- عبد الباقي الزرقاني
- عيسى المغربي

## وفيات
- يونس الرشيدي
- الشيخ المأمون، سلطان مغربي.